# Cuautlapan
Cuautlapan es una localidad del estado mexicano de Veracruz. Es parte del municipio de Ixtaczoquitlán.

## Toponimia
El nombre «Cuautlapan» proviene de los términos en náhuatl cuauhtlalli, tierra fértil; pan, sobre. Su significado es «sobre tierra fértil».

## Demografía
| Gráfica de evolución demográfica |
|                                  |

| Censo | Población |
| ----- | --------- |
| 1900  | 1,673     |
| 1910  | 1 431     |
| 1921  | 1 076     |
| 1930  | 1 514     |
| 1940  | 359       |
| 1950  | 2 182     |
| 1960  | 2 429     |
| 1970  | 4 188     |
| 1980  | 4 884     |
| 1990  | 6 557     |
| 1995  | 6 421     |
| 2000  | 6 781     |
| 2005  | 6 847     |
| 2010  | 7 549     |
| 2020  | 8 202     |